# Potentilla sergievskajae
Potentilla sergievskajae är en rosväxtart som beskrevs av Galina A. Peschkova. Potentilla sergievskajae ingår i Fingerörtssläktet som ingår i familjen rosväxter. Inga underarter finns listade i Catalogue of Life.